# HD 13476
HD 13476，又名BD+57 519，SAO 23044、HR 641，是一颗恒星，视星等为6.44，位于銀經133.5，銀緯-2.61，其B1900.0坐标为赤經2h 6m 37.7s，赤緯+58° -2.61′ 29″。